# Megan Suri
Megan Suri (* 28. März 1999 in Downey) ist eine US-amerikanische Schauspielerin.

## Leben und Karriere
Suri wurde in Kalifornien als Tochter indischer Einwanderer aus Punjab geboren. In ihrer Kindheit verbrachte sie zwei Jahre in Indien. Ihr Debüt gab sie 2010 in dem Film Valentinstag. Anschließend war sie 2015 in der Fernsehserie The Brink – Die Welt am Abgrund zu sehen. 2019 übernahm sie die Hauptrolle in dem Coming-of-Age-Film The MisEducation of Bindu. Außerdem trat sie in der Serie Atypical auf. Von 2021 bis 2023 spielte Suri in Noch nie in meinem Leben … mit. 2025 erhielt sie in Companion – Die perfekte Begleitung eine Hauptrolle.

## Filmografie (Auswahl)
Filme
- 2010: Valentinstag
- 2019: The MisEducation of Bindu
- 2020: Dramarama
- 2023: Missing
- 2023: It Lives Inside
- 2025: Companion – Die perfekte Begleitung (Companion)

Serien
- 2015: The Brink – Die Welt am Abgrund (The Brink)
- 2018–2019: Atypical
- 2020: Fresh of the Boat (6x12)
- 2021–2023: Noch nie in meinem Leben …